# Echoplex (chanson)
Ne doit pas être confondu avec Echoplex (delay).
Singles de Nine Inch Nails
Discipline
(2008)
Echoplex est un single de metal industriel du groupe Nine Inch Nails sorti en 2008.